# Operacja Gideon (Wenezuela)
Operacja Gideon (hiszp. Operación Gedeón) – atak zbrojny wenezuelskiej opozycji (uznawany przez część opinii publicznej za próbę zamachu stanu), dokonany z pomocą prywatnych najemników ze Slivercorp USA w celu odebrania władzy sprawującego de facto funkcję prezydenta Wenezueli Nicolása Maduro. Atak zakładał wpłynięcie do kraju łodzią do portu Macuto od 3 do 4 maja 2020 w celu przejęcia kontroli nad lotniskiem międzynarodowym im. Simóna Bolívara w Maiquetii, zatrzymania Nicolasa Maduro i innych wysokich rangą osobistości w jego rządzie oraz wydalenia ich z kraju. Operacja została wykryta przez funkcjonariuszy służb specjalnych rządu Maduro. Komentatorzy i obserwatorzy, w tym urzędnicy Guaidó, którzy początkowo skontaktowali się z Silvercorp, opisali operację jako nieprofesjonalną, amatorską, niedofinansowaną i mającą zerowe szanse powodzenia lub jako misję samobójczą.
Operacja miała miejsce w szerszym kontekście trwającego od stycznia 2019 kryzysu konstytucyjnego w Wenezueli. Przez cały 2019 Maduro utrzymywał kontrolę nad agencjami wojskowymi Wenezueli i kluczowymi instytucjami rządowymi, zajmującymi się systemem bezpieczeństwa Wenezueli. Państwowe agencje wywiadowcze, a także Associated Press, miały wcześniejszą wiedzę o spisku, który został przechwycony, zanim pierwsza łódź dotarła do lądu.

## Przebieg ataku
Atak posunął się naprzód pomimo swojej niepraktyczności, a założyciel Silvercorp Jordan Goudreau prawdopodobnie był motywowany wielomilionową nagrodą oferowaną przez Stany Zjednoczone za aresztowanie Maduro i jego wysokich rangą urzędników lub pomoc w aresztowaniu w związku z oskarżeniami federalnymi złożonymi w późnych godzinach, w marcu 2020 za domniemany udział w handlu narkotykami. W nalocie uczestniczyły dwie motorówki z włókna szklanego należące do Silvercorp, które wypłynęły ze wschodniej Kolumbii w kierunku karaibskiego wybrzeża Wenezueli na północ od Caracas. Na łodziach znajdowało się około 60 wenezuelskich dysydentów i dwóch amerykańskich byłych Zielonych Beretów zatrudnionych jako najemnicy przez Silvercorp. Ośmiu wenezuelskich dysydentów zostało zabitych, a siedemnastu najemników schwytanych, w tym dwóch Amerykanów, których przesłuchania były transmitowane w państwowej telewizji w godzinach po zdarzeniu.
Po ataku do wiadomości publicznej dotarło, że oficjalny dokument określający cel operacji został podpisany w październiku 2019 pomiędzy Silvercorp i Komitetem Strategii Guaidó, który utworzył Juan Guaidó w celu zbadania wszystkich dostępnych opcji odsunięcia Maduro od władzy i objęcia urzędu prezydenta Wenezueli. Komitet Strategii Guaidó podobno wycofał się z porozumienia i zerwał w listopadzie 2019 stosunki z Silvercorp i Goudreau. Juan Guaidó, jego Komitet Strategii oraz urzędnicy rządów Kolumbii i Stanów Zjednoczonych zaprzeczyli jakiejkolwiek roli w faktycznym ataku, który miał miejsce 3 maja 2020.

## Tło ataku

Kryzys prezydencki w Wenezueli – mapa stanowiska państw wobec kryzysu konstytucyjnego

Spór konstytucyjny o to, kto jest prawowitym prezydentem Wenezueli, rozpoczął się w styczniu 2019, kiedy Juan Guaidó, przewodniczący Zgromadzenia Narodowego z większością opozycji, oświadczył, że reelekcja urzędującego Nicolása Maduro w 2018 była niezgodna z prawem oraz urząd prezydenta Wenezueli był nieobsadzony, i w związku z tym obejmuje urząd pełniącego obowiązki prezydenta Wenezueli. Juan Guaidó został oficjalnie uznany za prawowitego prezydenta Wenezueli przez prawie 60 rządów na arenie międzynarodowej, w tym rządy Stanów Zjednoczonych i Kanady; Kolumbię, Brazylię i większość krajów Ameryki Południowej, oraz Wielka Brytanię, Francję, Niemcy oraz Hiszpanię, a także inne kraje europejskie. Inne kraje, w tym Rosja, Chiny, RPA, Iran, Syria, Kuba, Nikaragua, Korea Północna i Turcja, nadal uznają Nicolasa Maduro za konstytucyjnego prezydenta Wenezueli.

## Reakcje międzynarodowe
1. Kolumbia: Kolumbijski rząd zaprzeczył oskarżeniom, nazywając je próbą „dyktatorskiego reżimu Nicolása Maduro”, aby odwrócić uwagę od problemów w kraju. Prezydent Iván Duque Márquez oznajmił, że nie sponsoruje inwazji ani sztuczek w odpowiedzi na oskarżenia i stwierdził: „Robię rzeczy z góry, ponieważ jestem obrońcą demokracji”[8].
2. Rosja: Ministerstwo Spraw Zagranicznych stwierdziło, że zaprzeczenie Stanów Zjednoczonych było „nieprzekonujące” i wskazało na wcześniejsze ostrzeżenia administracji Trumpa, że „wszystkie opcje” są na stole, w tym możliwość działań wojskowych. Stwierdzono również, że działania najemników zasługują na „jednoznaczne i zdecydowane potępienie”[9].
  - 20 maja 2020 Federacja Rosyjska zwołała wirtualną otwartą debatę Rady Bezpieczeństwa Organizacji Narodów Zjednoczonych (RB ONZ) w celu wezwania członków Rady do potępienia ataku jako zagrożenia dla pokoju w Wenezueli i bezpieczeństwa w regionie. Stany Zjednoczone podwoiły swoje wcześniejsze zaprzeczenia udziału w operacji i oskarżyły rząd Maduro o wykorzystywanie tego wydarzenia jako pretekstu do prześladowania dysydentów politycznych i odwrócenia uwagi od innych problemów w Wenezueli. Rosja potwierdziła swoją ocenę, że oświadczenia rządu Stanów Zjednoczonych, że nie ma wiedzy o operacji, były wątpliwe w świetle planów napastników dotyczących przewiezienia jeńców do Stanów Zjednoczonych. Ambasador Rosji przy ONZ, Dmitrij Polański, zapytał, w jaki sposób atak koreluje z komunikatami „wszystkie opcje są na stole”[10].
3. Stany Zjednoczone: Różni urzędnicy amerykańscy (w tym Prezydent Donald Trump) zaprzeczyli oskarżeniom wysuwanym przez administrację Maduro[11].
  - Prezydent Donald Trump powiedział, że incydent „nie ma nic wspólnego z naszym rządem”. Przemawiając w Fox News, Trump oznajmił: „Gdybym chciał udać się do Wenezueli, nie robiłbym z tego tajemnicy” i powiedział, że operacja zostanie nazwana „inwazją”, jeśli wyśle armię do Wenezueli[12].
  - Sekretarz Stanu USA Mike Pompeo oznajmił, że nie było bezpośredniego zaangażowania rządu USA w tę operację i dodał: „(Gdybyśmy) byli zaangażowani, potoczyłoby się inaczej”. Odnosząc się do zatrzymania dwóch Amerykanów, Pompeo oznajmił, że USA użyją „każdego dostępnego narzędzia”, aby zabezpieczyć powrót Amerykanów, jeśli będą przetrzymywani w Wenezueli[13].
  - Sekretarz obrony Mark Esper oznajmił dziennikarzom w Pentagonie, że „rząd Stanów Zjednoczonych nie miał nic wspólnego z tym, co wydarzyło się w Wenezueli w ciągu ostatnich kilku dni”[14].
  - Rzecznik Departamentu Stanu oznajmił, że rząd Maduro konsekwentnie wykorzystuje dezinformację, aby odwrócić uwagę od złego zarządzania Wenezuelą. Stwierdzono również, że „nie ma powodu, aby wierzyć w cokolwiek, co pochodzi z poprzedniego reżimu”[15].